# Ulf Schefvert
Ulf Schefvert (* 18. April 1957 in Sandviken, Schweden) ist ein schwedischer Handballtrainer und ehemaliger Handballspieler.

## Karriere
Schefvert spielte in der Elitserien von 1974 bis 1984 für HK Drott, mit dem er vier Meisterschaften gewann. In der Saison 1984/85 übernahm er den Trainerposten von Bengt Johansson. Nachdem Johansson nach dieser Saison wieder zurückgekehrt war, wurde Schefvert Spielertrainer bei Tyresö HF. 1988 folgte er dem neuen schwedischen Nationaltrainer erneut als Coach von Drott und errang zwei weitere Meistertitel. 1993 wurde er Nationaltrainer Dänemarks, erzielte jedoch nur enttäuschende Platzierungen. Bei der Weltmeisterschaft 1995 belegte er den 19. und bei der Europameisterschaft 1996 den zwölften Rang. Besser lief es mit den dänischen Junioren, mit denen er in dieser Zeit den Europameister (1996) und Weltmeistertitel (1997) gewann. Daraufhin wechselte er auf die Trainerbank von GF Kroppskultur in Schweden, den er drei Jahre betreute. Für die Olympischen Spiele 2004 in Athen suchte der Griechische Verband einen erfahrenen Trainer für die sonst zweitklassige Griechische Männer-Handballnationalmannschaft. Dort erreichte Schefvert mit den Hellenen einen guten sechsten Platz. Nachdem er bei der Weltmeisterschaft 2005 erneut den sechsten Rang erreichte, übergab er das Amt an Goran Perkovac und wurde Nationaltrainer der Schwedischen Frauen. Mit der Damenauswahl konnte er bei den Europameisterschaften 2006 und 2008 den sechsten und achten Platz erreichen. Bei den Olympischen Spielen 2008 wurde er wieder Achter. Ab 2007 trainierte er parallel zur Nationalmannschaft den dänischen Verein GOG Gudme. Im Februar 2010 unterschrieb er beim deutschen Bundesligisten GWD Minden, konnte den Abstieg aber nicht verhindern. In der Saison 2011/12 gelang ihm der Wiederaufstieg ins Oberhaus. Im März 2013 wurde er bei Minden entlassen und durch Sead Hasanefendić ersetzt. Nur eine Woche nach seiner Entlassung betreute er Mindens zweite Mannschaft.
Ab 2013 war er Trainer beim schwedischen Verein HIF Karlskrona. Unter seiner Leitung stieg der Verein 2015 in die Elitserien auf. Im März 2017 wurde er entlassen. Zur Saison 2017/18 übernahm Schefvert die Damenmannschaft von Kristianstad HK, die er bis zum Saisonende 2023/24 betreute. Seit dem Oktober 2024 trainiert er die 2. Mannschaft von IFK Kristianstad.

## Erfolge
als Spieler
- mit HK Drott
  - Schwedischer Meister 1975, 1978, 1979, 1984

als Trainer
- mit HK Drott
  - Schwedischer Meister 1990, 1991
- mit Dänemark
  - Junioren-Europameister 1996
  - Junioren-Weltmeister 1997
  - Weltmeisterschaft 1995: 19. Platz
  - Europameisterschaft 1996: 12. Platz
- mit Griechenland
  - Olympische Spiele 2004: 6. Platz
  - Weltmeisterschaft 2005: 6. Platz
- mit Schweden (Frauen)
  - Europameisterschaft 2006: 6. Platz
  - Europameisterschaft 2008: 9. Platz
  - Olympische Spiele 2008: 8. Platz
  - Weltmeisterschaft 2009: 13. Platz
- mit GWD Minden
  - Meister der 2. Bundesliga und Aufstieg in die Bundesliga 2011/12

## Privates
Ulf Schefvert hat drei Söhne. Erik Forsell Schefvert und Olle Forsell Schefvert spielen bei IK Sävehof in der ersten Mannschaft, Hannes im Jugendteam.